# Даркшевич, Ливерий Осипович
Ливе́рий О́сипович Даркше́вич (17 [29] июля 1858, Ярославль — 28 марта 1925, Москва) — русский невропатолог и нейрогистолог, доктор медицины. Л. О. Даркшевич считается одним из основоположников нейрохирургии в России: первые в стране хирургические вмешательства по экстирпации корковых центров при эпилепсии (операция Горслея), опухолях головного мозга, поражениях нервной системы.

## Происхождение, образование
Родился 17 [29] июля 1858 года в Ярославле в дворянской семье: его отец Осип Осипович (02.05.1811—24.03.1892) − военный врач, дивизионный доктор 1-й гренадерской дивизии.
Воспитывался в доме дяди по матери Софьи Васильевны — Николая Васильевича Ильина. В 1870—1877 годах учился в 5-й Московской гимназии, затем — на медицинском факультете Московского университета, который закончил в 1882 году; занимался гистологией под руководством А. И. Бабухина. Сдав экзамены на степень доктора медицины, в 1883 года на собственные средства он отправился за границу, где до 1887 года совершенствовался у неврологов Франции и Германии: стажировался в лабораториях и клиниках у Мейнерта (Вена), Флейзига (Лейпциг), Вирхова (Берлин), Гольтца (Страсбург) и Вюльпиана (Париж).

## Научно-преподавательская деятельность
В 1887 году вернулся в Россию, защитил докторскую диссертацию «О проводнике светового раздражения с сетчатой оболочки глаза на глазодвигательный нерв» (1887). В 1888 в августе был назначен приват-доцентом по кафедре нервных и душевных болезней Императорского Московского университета и, одновременно (1889—1892) работал ординатором в Ново-Екатерининской больнице. Известен как представитель школы А. Я. Кожевникова. Являлся одним из учредителей Московского общества невропатологов и психиатров.
В сентябре 1892 года стал экстраординарным профессором Императорского Казанского университета по кафедре нервных болезней. Организовал клинику нервных болезней (с амбулаторией, лабораторией и электротерапевтическим кабинетом) и — в рамках «Казанского общества трезвости» — первую в стране специализированную лечебницу для алкоголиков (с лабораторией по изучению влияния алкоголя на организм).
Вместе с В. М. Бехтеревым в 1893 году он создал в Казани общество невропатологов и психиатров. Он был членом Комитета «Казанского общества трезвости» и активным борцом за здоровый образ жизни.
С 1897 года — ординарный профессор Казанского университета; с 1913 года — заслуженный профессор.
Л. О. Даркшевич — основатель, а с 1901 года, ещё и главный редактор «Казанского медицинского журнала» (научно-практического издания для врачей). Действительный статский советник с 1917 года.
В 1917 году Даркшевич переехал в Москву и занял пост ординарного профессора кафедры нервных болезней 1-го Московского университета и директора клиники Ново-Екатерининской больницы. Также он до 1923 года был директором Женской медицинской школы в Москве. Возглавлял также Диагностический институт для усовершенствования врачей и руководил реорганизацией Женского медицинского института.
Скончался 28 марта 1925 года в Москве. Похоронен на Новодевичьем кладбище.

## Научная деятельность
Исследовал переднее двухолмие, шишковидное тело, ядра ствола мозга и другие образования головного мозга. Впервые описал дугу зрачкового рефлекса и ядро задней спайки головного мозга под передним четверохолмием — «ядро Даркшевича». Открыл т. н. «тельца Даркшевича». Создал схему зрачковых волокон зрительного нерва.
Одним из первых указал на сифилитическую природу спинной сухотки; был в числе первых исследователей эпидемического энцефалита в СССР; он одним из первых исследовал атрофию мышц при заболеваниях суставов.
Выявил причину неврозов (перенапряжение, перевозбуждение клеточных элементов коры головного мозга).
Являлся автором более шестидесяти научных работ, в том числе первого в стране оригинального руководства по невропатологии «Курс нервных болезней» (в 3-х т. — 1904—1917).

## Семья
Был женат на Екатерине Алексеевне Мейен, дочери Христиана Христиановича Мейена и Елизаветы Алексеевны Валицкой. Их дети:
- Елизавета (13.04.1895—?)
- Владимир (09.10.1897—?)
- Ольга (17.01.1900—?)